# سیارک ۱۴۲۴
سیارک ۱۴۲۴ (به انگلیسی: 1424 Sundmania، نامگذاری:1937AJ) هزار و چهارصد و بیست و چهارمین سیارک کشف شده‌است که در ۹ ژانویه ۱۹۳۷ کشف شد.
قدر مطلق سیارک برابر ۹٫۵۰ است.